# Festival Internacional de Cine de Cannes de 1988
El 41º Festival de Cine de Cannes se celebró entre el 11 al 23 de mayo de 1988. La Palma de Oro fue otorgada a Pelle el conquistador de Bille August.
El festival se abrió con El gran azul, dirigida por Luc Besson y lo cerró Willow, dirigida por Ron Howard.

## Jurado

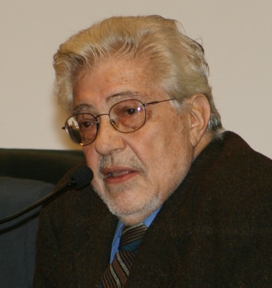
Ettore Scola, presidente del jurado de la competición principal

### Competición principal
Las siguientes personas fueron nominadas para formar parte del jurado de la competición principal en la edición de 1991:
- Ettore Scola Presidente
- Claude Berri
- David Robinson
- Yelena Safonova
- George Miller
- Hector Olivera
- Nastassja Kinski
- Philippe Sarde
- Robby Muller
- William Goldman - Goldman reflejó su experiencia en el libro Hype and Glory.[6]

### Cámara d'Or
Las siguientes personas fueron nominadas para formar parte del jurado de la Caméra d'or de 1988: 
- Danièle Delorme (actriz) (Francia) Presidente
- Bernard Jubard
- Carlos Avellar (periodista)
- Chantal Calafato (cinéfilo)
- David Streiff (cinéfilo)
- Ekaterina Oproiu (periodista)
- Henry Chapier (crítico) (Francia)
- Jacques Champreux (director) (Francia)

## Selección oficial

### En competición – películas
Las siguientes películas compitieron por la Palma d'Or:
- L'oeuvre au noir de André Delvaux
- Bird de Clint Eastwood
- Os Canibais de Manoel de Oliveira
- Chocolat de Claire Denis
- El Dorado de Carlos Saura
- Conspiración de mujeres de Peter Greenaway
- L'enfance de l'art de Francis Girod
- Hanussen de István Szabó
- Hai zi wang de Chen Kaige
- Paura e amore de Margarethe von Trotta
- El Lute II: mañana seré libre de Vicente Aranda
- Más allá de la ambición de Gary Sinise
- Pascali's Island de James Dearden
- Der Passagier - Welcome to Germany de Thomas Brasch
- Patty Hearst de Paul Schrader
- Pelle el conquistador de Bille August
- The Navigator: A Medieval Odyssey de Vincent Ward
- No matarás de Krzysztof Kieślowski
- Sur de Fernando Solanas
- A World Apart de Chris Menges
- Arashi ga oka de Yoshishige Yoshida

### Un Certain Regard
Las siguientes películas fueron elegidas para competir en Un Certain Regard:
- Sredi serykh kamney) de Kira Muratova
- Antarjali Jatra de Gautam Ghose
- Slucaj Harms de Slobodan D. Pesic
- Havinck de Frans Weisz
- Hôtel Terminus: The Life and Times of Klaus Barbie de Marcel Ophüls
- Domani accadrà de Daniele Luchetti
- Ved vejen de Max von Sydow
- Lamento de François Dupeyron
- La méridienne de Jean-François Amiguet
- Mapantsula de Oliver Schmitz
- La maschera de Fiorella Infascelli
- Natalia de Bernard Cohn
- Gece Yolculuğu de Ömer Kavur
- Na srebrnym globie de Andrzej Żuławski
- The Raggedy Rawney de Bob Hoskins
- Les Portes tournantes de Francis Mankiewicz
- Yuan nu de Fred Tan
- De sable et de sang de Jeanne Labrune
- A Song of Air de Merilee Bennett
- Yaldei Stalin de Nadav Levitan
- Vreme na nasilie de Ludmil Staikov
- Proc? de Karel Smyczek

### Películas fuera de competición
Las siguientes películas fueron elegidas para ser proyectadas fuera de competición:
- El gran azul de Luc Besson (exhibición especial)
- The Blue Iguana de John Lafia
- Dear America: Letters Home from Vietnam de Bill Couturié (exhibición especial)
- Histoires du cinéma de Jean-Luc Godard (exhibición especial)
- The Milagro Beanfield War de Robert Redford
- Willow de Ron Howard

### Cortometrajes en competición
Los siguientes cortometrajes competían para la Palma de Oro al mejor cortometraje:
- Ab Ovo / Homoknyomok de Ferenc Cako
- Bukpytacy de Gary Bardine
- Cat & Mousse de David Lawson
- Chet's Romance de Bertrand Fevre
- Les Dômes du Plaisir de Maggie Fooke
- Out of Town de Norman Hull
- Pas-ta-shoot-ah de Maurizio Forestieri
- Pleasure Domes de Maggie Fooke
- Sculpture Physique de Yann Piquer, Jean Marie Maddeddu
- Super Freak de Gisela Ekholm, Per Ekholm

## Secciones paralelas

### Semana Internacional de los Críticos
Las siguientes películas fueron elegidas para ser proyectadas en la Semana de la Crítica (27º Semaine de la Critique):
Películas en competición
- Begurebis gadaprena de Temur Babluani (URSS)
- Dolunay de Sahin Kaygun (Turquía)
- Tokyo Pop de Fran Rubel Kuzui (EE. UU.)
- Jing de Yalin Li (China)
- Testament de John Akomfrah (Gran Bretaña)
- Ekti Jiban de Raja Mitra (India)[9]
- Mon cher sujet de Anne-Marie Miéville (Francia/Suiza)

Cortometrajes en competición
- La face cachée de la lune de Yvon Marciano (Francia)
- Metropolis Apocalypse de Jon Jacobs (Gran Bretaña)[10]
- Artisten de Jonas Grimas (Suecia)
- Klatka de Olaf Olszewski (Polonia)
- Cidadao Jatoba  de Maria Luiza Aboïm (Brasil)
- Blues Black and White de Markus Imboden (Suiza)

### Quincena de Realizadores
Las siguientes películas fueron elegidas para ser proyectadas en la Quincena de Realizadores de 1988 (Quinzaine des Réalizateurs):
- Amerika, Terra Incognita de Diego Risquez
- Ni luo he nu er de Hou Hsiao-Hsien
- Die Venusfalle de Robert Van Ackeren
- Distant Voices, Still Lives de Terence Davies
- Ei de Danniel Danniel
- Herseye Ragmen de Orhan Oguz
- La Ligne de Chaleur de Hubert-Yves Rose
- Légendes Vivantes de Nodar Managadzé
- Mars Froid de Igor Minaiev
- Natal da Portela de Paulo Cezar Saraceni
- Noujoum A’nahar de Oussama Mohammad
- Salaam Bombay! de Mira Nair
- Sarikat Sayfeya de Yousry Nasrallah
- Soursweet de Mike Newell
- Stormy Monday de Mike Figgis
- Romance Da Empregada de Bruno Barreto
- Tabataba de Raymond Rajaonarivelo
- The Suitors de Ghasem Ebrahimian

## Premios

### Premios oficiales

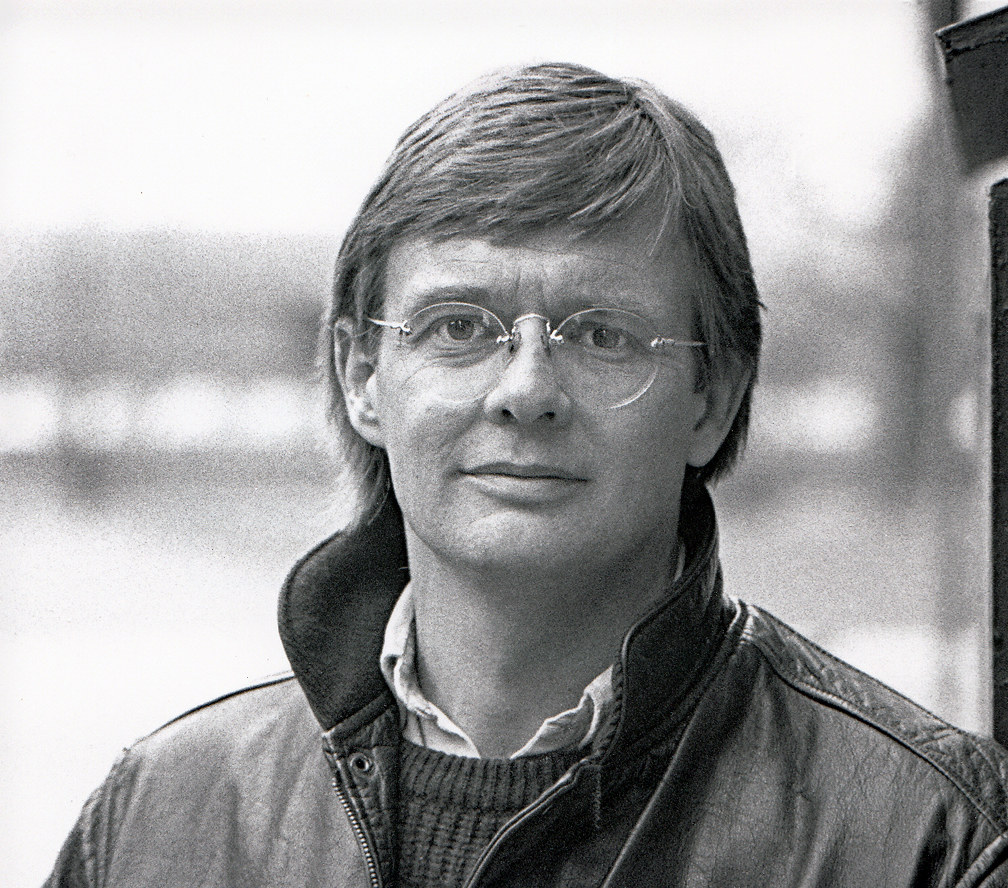
Bille August, Palma de Oro de 1988

Los galardonados en las secciones oficiales de 1988 fueron:
- Palma de Oro:  Pelle el conquistador de Bille August
- Gran Premio del Jurado: A World Apart de Chris Menges
- Mejor director: Fernando Solanas por Sur
- Mejor actriz: Barbara Hershey, Jodhi May y Linda Mvusi por A World Apart
- Mejor actor: Forest Whitaker por Bird
- Mejor contribución artística: Peter Greenaway por Conspiración de mujeres
- Premio del Jurado: No matarás de Krzysztof Kieślowski

Caméra d'or
- Caméra d'or: Salaam Bombay! de Mira Nair

Cortometrajes
- Palma de Oro al mejor cortometraje: Vykrutasy de Garri Bardin
- Premio al cortometraje de animación: Ab Ovo / Homoknyomok de Ferenc Cako
- Premio al cortometraje de ficción: Sculpture Physique de Yann Piquer, Jean Marie Maddeddu

### Premios independentes
Premios FIPRESCI
- No matarás de Krzysztof Kieślowski (En competición)
- Hôtel Terminus de Marcel Ophüls (Un Certain Regard)
- Distant Voices, Still Lives de Terence Davies (Quincena de Realizadores)

Commission Supérieure Technique
- Gran Premio Técnico: Bird, por la calidad de la banda sonora

Jurado Ecuménico
- Premio del Jurado Ecuménico: A World Apart de Chris Menges
- Jurado Ecuménico - Mención especial: Les Portes tournantes de Francis Mankiewicz

Premio de la Juventud
- Película extranjera: Herseye Ragmen de Orhan Oguz
- Película francesa: Mon cher sujet de Anne-Marie Miéville

Otros premios
- Premio de la Audiencia: Salaam Bombay! de Mira Nair